# Droga I/66 (Czechy)
Droga krajowa 66 (cz. Silnice I/66) – droga krajowa w Czechach. Droga łączy Příbram z drogą krajową nr 4.